# 瀝青鸛
瀝青鸛（學名：Ciconia maltha），也稱作拉布雷亞鸛，是一種已滅絕的鸛屬動物 ，分佈於上新世晚期至更新世晚期的美國、古巴和玻利維亞。 模式標本是在拉布雷亞瀝青坑中發現的。
瀝青鸛是鸛科中相對較大的物種，身高超過1.5公尺，翼展長達3.0公尺。